# Plantes Nouvelles d'Amérique
Plantes Nouvelles d'Amérique (abreviado Pl. Nouv. Amer.) es un libro con ilustraciones y descripciones botánicas que fue escrito por el naturalista suizo Moïse Étienne Moricand y publicado en 9 volúmenes en los años 1834-1847.

## Publicación
- Volumen n.º 1: 1-8. 1834 ("1833");
- Volumen n.º 2: 9-24. 1836;
- Volumen n.º 3: 25-40. 1837;
- Volumen n.º 4: 41-56. 1837;
- Volumen n.º 5: 57-76. 1839;
- Volumen n.º 6: 77-96. 1840;
- Volumen n.º 7: 97-116. 1841;
- Volumen n.º 8: 117-140. Jan-Aug 1844;
- Volumen n.º 9: 141-176. Jan-Jun 1847